# Jesse Pomeroy
Jesse Harding Pomeroy (29. listopadu 1859 – 29. září 1932) byl odsouzený americký vrah a nejmladší osoba v historii státu Massachusetts, která byla usvědčena z vraždy prvního stupně. Byl shledán vinným soudním líčením v Supreme Judicial Court of Suffolk County v prosinci roku 1874.

## Pozadí
Jesse Harding Pomeroy se narodil v Charlestownu ve státě Massachusetts. Byl synem Thomase J. Pomeroye a Ruth Ann Snowman. Byl mladším ze dvou dětí, jeho bratr Charles Jefferson byl o dva roky starší. Jeho otec byl veteránem americké občanské války.

## Nahlášené útoky v letech 1871-1872
V letech 1871-1872 bylo přijato hlášení, že několik mladých chlapců bylo individuálně na různých místech napadeno o něco starším chlapcem. Nicméně v souvislosti s tímto případem nebyl nikdo zatčen. Útoky byly pozoruhodné svou extrémní brutalitou, které se pachatel dopouštěl. Mladí chlapci byli biti pěstmi a páskem, v posledních dvou případech napadeni i nožem. Jeden z chlapců zůstal psychicky poznamenán natrvalo.
V roce 1872 se jeho matka spolu s ním a bratrem přestěhovala do Jižního Bostonu. Pomeroyova napadání mladých chlapců nadále pokračovala a nakonec byl zatčen a případ byl předán soudu Juvenile Court. Pomeroy byl shledán vinným a byl umístěn státní nápravné chlapecké školy ve Westbouroughu kvůli nízkému věku (kde měl být do dovršení svých 18 let). Noviny The Boston Globe o něm napsaly článek zakončený větou: "Dospělo se k definitivnímu závěru, že chlapec je mentálně zaostalý."

## Zločin
V únoru roku 1874, kdy bylo Pomeroyovi 14 let, byl poslán zpět ke své matce a bratrovi do Jižního Bostonu. Jeho matka otevřela své vlastní krejčovství a jeho bratr Charles prodával noviny.
V březnu roku 1874 bylo zahájeno pátrání po desetileté dívce jménem Katie Curran. Dne 22. dubna 1874 bylo nalezeno zmrzačené tělo čtyřletého chlapce jménem Horace Millen v bažině. Policie ihned zadržela Pomeroye vzhledem k předešlým záznamům a trestu za útoky na mladé chlapce. Tělo Katie bylo nalezeno později ve sklepě obchodu Pomeroyovy matky. Její ostatky byly nedbale a narychlo ukryty v popelnici.

## Soudní proces
Pomeroyovy bylo ukázáno tělo chlapce a byl dotázán, zda vraždu spáchal on. Po vyšetřování koronerem bylo Pomeroyovi odebráno právo na poradenství.
Případ Commonwealth vs. Pomeroy byl projednáván na Massachusetts Supreme Judicial Court (v Suffolk County v Bostonu) ve dnech 9.-10. prosince 1874. U soudu žádal státní zástupce verdikt o vině z vraždy prvního stupně. Jeho argumenty pro toto obvinění byly způsoby, jakými byla vražda spáchána a poukázka na zákon státu Massachusetts, který tyto praktiky považuje za první stupeň.
Pomeroy byl shledán vinným 10. prosince 1874 a to i přes žádost o milost vzhledem k chlapcově nízkému věku.
Pomeroyův právník Charles Robinson podal dvě odvolání, která byly v únoru roku 1875 zamítnuta. Pomeroy byl odsouzen k smrti oběšením.

## Po vynesení rozsudku
Záleželo už jen na guvernérovi, aby rozsudek podepsal a stanovil datum Pomeroyvy popravy. Nicméně guvernér William Gaston odmítl dodržet povinnost schválení rozsudku smrti. Jediný, kdo mohl o popravě Pomeroye rozhodnout byl massachusettský nejvyšší soud, kde by muselo devět členů soudu hlasovat pro popravu. V následujícím roce a půl hlasovala porota celkem třikrát: na poprvé porota schválila trest smrti a v dalších dvou hlasováních odmítl guvernér rozsudek podepsat.
V srpnu roku 1876 porota hlasovala znovu anonymně a nakonec se shodla na kompromisu, že Pomeroy nebude popraven, ale odsouzen na doživotí ve vězení. Večer 7. září 1876 byl Pomeroy převezen z cely v Suffolk County do státní věznice v Charlestownu a započal svůj izolovaný život ve vězení. V den uvěznění mu bylo pouhých 16 let a 9 měsíců.
Ve vězení se Pomeroy naučil několik cizích jazyků včetně hebrejštiny. Jeden z psychiatrů, který jej pravidelně navštěvoval, potvrdil, že se naučil německy se značnou přesností. Psal také poezii a dohadoval se s dozorci věznice, že má právo na vydání své knihy. Studoval také knihy o právu a strávil desítky let pokusy o získání milosti a propuštění. V roce 1914 byla vydána psychiatrická zpráva o jeho duševním zdraví, která byla v novinách The Boston Globe zveřejněna až po jeho smrti. Ve zprávě bylo zmíněno, že se pokusil celkem desetkrát až dvanáctkrát uprchnout z vězení za pomocí vlastnoručně vyrobených nástrojů.
Vězeňský dozorce také uvedl, že u Pomeroye bylo nalezeno lano, ocelová pera či vrták a to buď v jeho cele nebo přímo na těle. Podle The Globe přišel Pomeroy o oko poté, co se snažil zničit jednu ze stěn své cely přesměrováním plynového potrubí. V roce 1914 psychiatr konstatoval, že jeho vynalézavost a vytrvalost nemá v historii vězeňství obdoby.
V roce 1917 za pomoci okresního zástupce Josepha Pelletiera  byl jeho trest zmírněn a mohl tak využívat výhod, které měli i ostatní doživotně odsouzení. Proti tomuto rozsudku se nejdříve bránil a požadoval jedině omilostnění. Nakonec se novým okolnostem přizpůsobil a ve vězení užíval možných výhod. V roce 1929 byl již jako starý muž s nalomeným zdravím převezen do nemocnice Bridgewater pro kriminálníky, kde dne 29. září 1932 zemřel.